# Rai (Orne)
Rai és un municipi francès situat al departament de l'Orne i a la regió de Normandia. L'any 2007 tenia 1.628 habitants.

## Demografia

### Població
El 2007 la població de fet de Rai era de 1.628 persones. Hi havia 611 famílies de les quals 126 eren unipersonals (55 homes vivint sols i 71 dones vivint soles), 209 parelles sense fills, 225 parelles amb fills i 51 famílies monoparentals amb fills.
La població ha evolucionat segons el següent gràfic:
Habitants censats

### Habitatges
El 2007 hi havia 661 habitatges, 621 eren l'habitatge principal de la família, 24 eren segones residències i 16 estaven desocupats. 595 eren cases i 65 eren apartaments. Dels 621 habitatges principals, 461 estaven ocupats pels seus propietaris, 151 estaven llogats i ocupats pels llogaters i 9 estaven cedits a títol gratuït; 3 tenien una cambra, 16 en tenien dues, 103 en tenien tres, 218 en tenien quatre i 282 en tenien cinc o més. 503 habitatges disposaven pel capbaix d'una plaça de pàrquing. A 269 habitatges hi havia un automòbil i a 286 n'hi havia dos o més.

### Piràmide de població
La piràmide de població per edats i sexe el 2009 era:
| Homes | Edats   | Dones |
| ----- | ------- | ----- |
| 0     | 95 o +  | 0     |
| 0     | 90 a 94 | 0     |
| 8     | 85 a 89 | 8     |
| 8     | 80 a 84 | 16    |
| 16    | 75 a 79 | 32    |
| 40    | 70 a 74 | 20    |
| 20    | 65 a 69 | 24    |
| 36    | 60 a 64 | 24    |
| 24    | 55 a 59 | 52    |
| 92    | 50 a 54 | 80    |
| 84    | 45 a 49 | 92    |
| 60    | 40 a 44 | 52    |
| 56    | 35 a 39 | 76    |
| 52    | 30 a 34 | 48    |
| 32    | 25 a 29 | 52    |
| 60    | 20 a 24 | 32    |
| 80    | 15 a 19 | 96    |
| 64    | 10 a 14 | 80    |
| 60    | 5 a 9   | 68    |
| 60    | 0 a 4   | 56    |

## Economia
El 2007 la població en edat de treballar era de 1.077 persones, 738 eren actives i 339 eren inactives. De les 738 persones actives 660 estaven ocupades (357 homes i 303 dones) i 78 estaven aturades (42 homes i 36 dones). De les 339 persones inactives 122 estaven jubilades, 103 estaven estudiant i 114 estaven classificades com a «altres inactius».

### Ingressos
El 2009 a Rai hi havia 636 unitats fiscals que integraven 1.648 persones, la mediana anual d'ingressos fiscals per persona era de 16.440 €.

### Activitats econòmiques
Dels 44 establiments que hi havia el 2007, 1 era d'una empresa extractiva, 2 d'empreses de fabricació de material elèctric, 5 d'empreses de fabricació d'altres productes industrials, 10 d'empreses de construcció, 7 d'empreses de comerç i reparació d'automòbils, 3 d'empreses de transport, 1 d'una empresa d'hostatgeria i restauració, 3 d'empreses de serveis, 6 d'entitats de l'administració pública i 6 d'empreses classificades com a «altres activitats de serveis».
Dels 16 establiments de servei als particulars que hi havia el 2009, 4 eren tallers de reparació d'automòbils i de material agrícola, 1 taller d'inspecció tècnica de vehicles, 1 paleta, 3 fusteries, 3 lampisteries, 3 perruqueries i 1 restaurant.
Dels 2 establiments comercials que hi havia el 2009, 1 era una gran superfície de material de bricolatge i 1 una fleca.
L'any 2000 a Rai hi havia 16 explotacions agrícoles que ocupaven un total de 368 hectàrees.

## Equipaments sanitaris i escolars
L'únic equipament sanitari que hi havia el 2009 era una farmàcia.
El 2009 hi havia una escola elemental.

## Poblacions més properes
El següent diagrama mostra les poblacions més properes.